# Daniił Strachow
Daniił Aleksandrowicz Strachow, ros. Дании́л Алекса́ндрович Стра́хов (ur. 2 marca 1976 w Moskwie) – rosyjski aktor.
Najbardziej znany z roli Władimira Iwanowicza Korfa z serialu Biednaja Nastia oraz kapitana Lisniewskiego z filmu Obóz przejściowy.
W 2000 roku Strachow wziął ślub z aktorką Mariją Leonową.

## Wybrana filmografia
- 2010: Mika i Alfred jako Alfred
- 2008: Jesteśmy z przyszłości jako starszy porucznik Diomin
- 2008: Gra jako Azis
- 2006: Obóz przejściowy jako kapitan Lisniewski
- 2003-2004: Biednaja Nastia jako Władimir Iwanowicz Korf

i inne